# Джетт, Брент Уорд
Брент Уо́рд Джетт-младший (англ. Brent Ward Jett, Jr.; род. 1958) — астронавт НАСА. Совершил четыре космических полёта на шаттлах: STS-72 (1996, «Индевор»), STS-81 (1997, «Атлантис»), STS-97 (2000, «Индевор») и STS-115 (2006, «Атлантис»), полковник ВМС США.

## Личные данные и образование

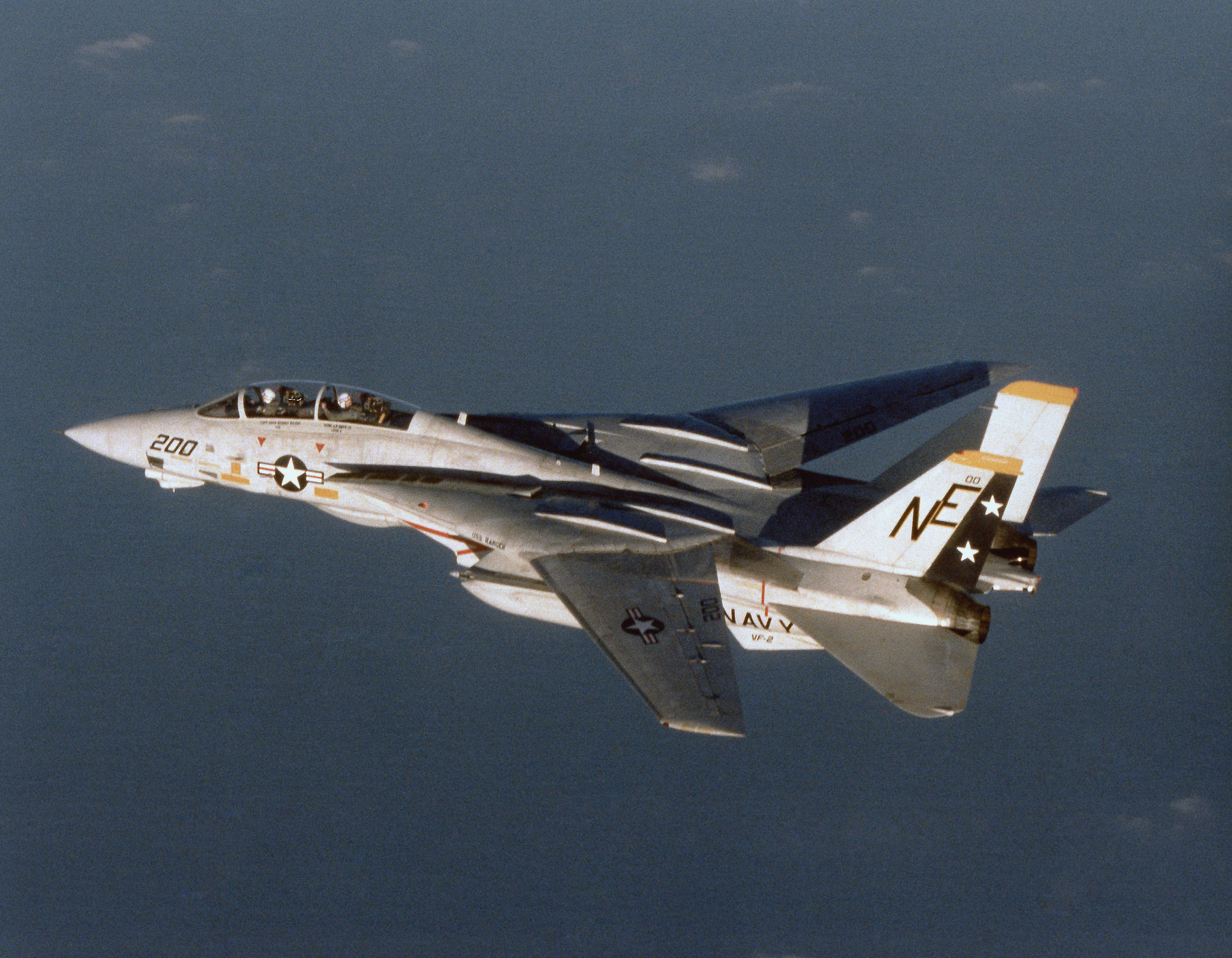
Самолёт F-14 Tomcat в полёте.

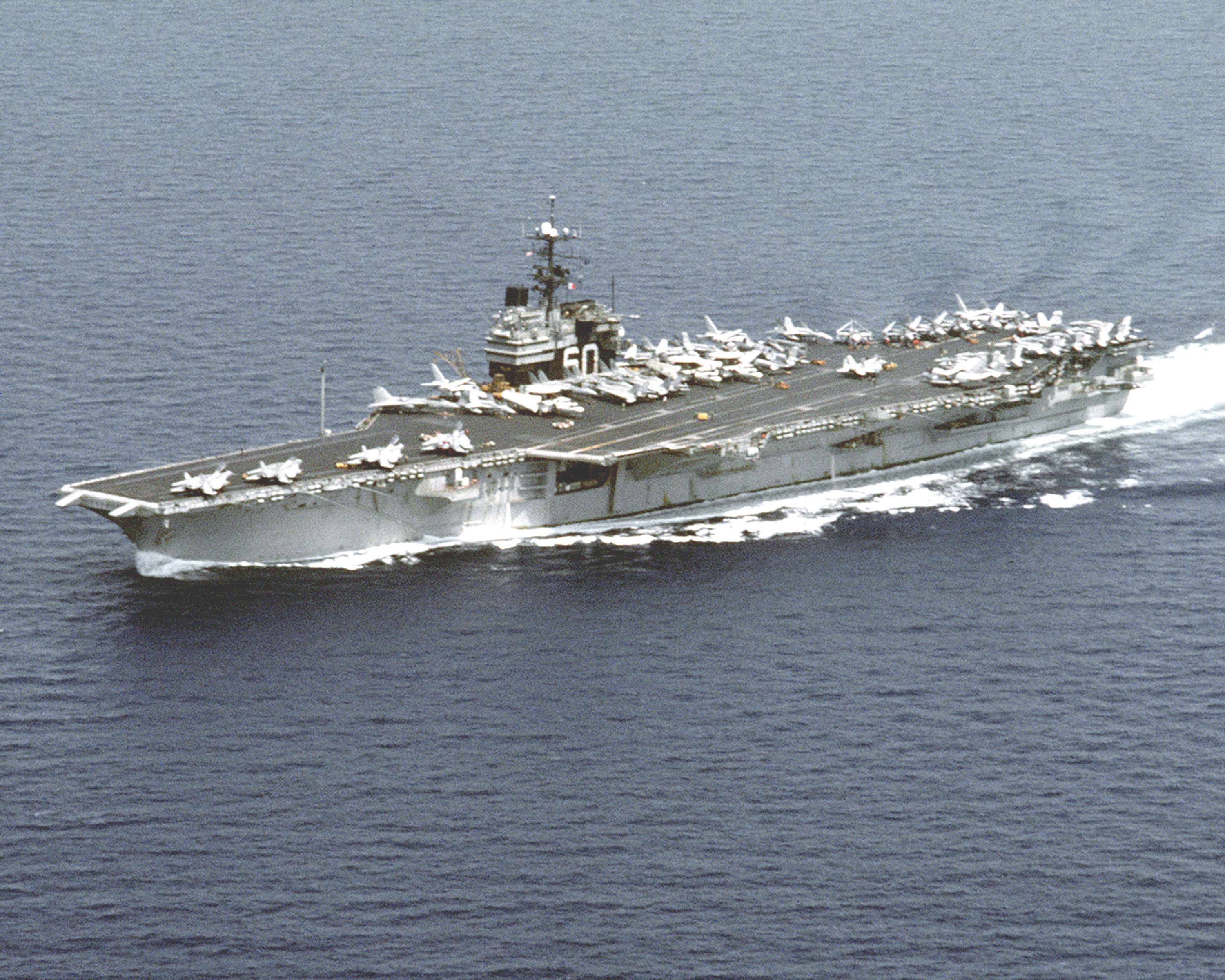
Авианосец «Саратога».

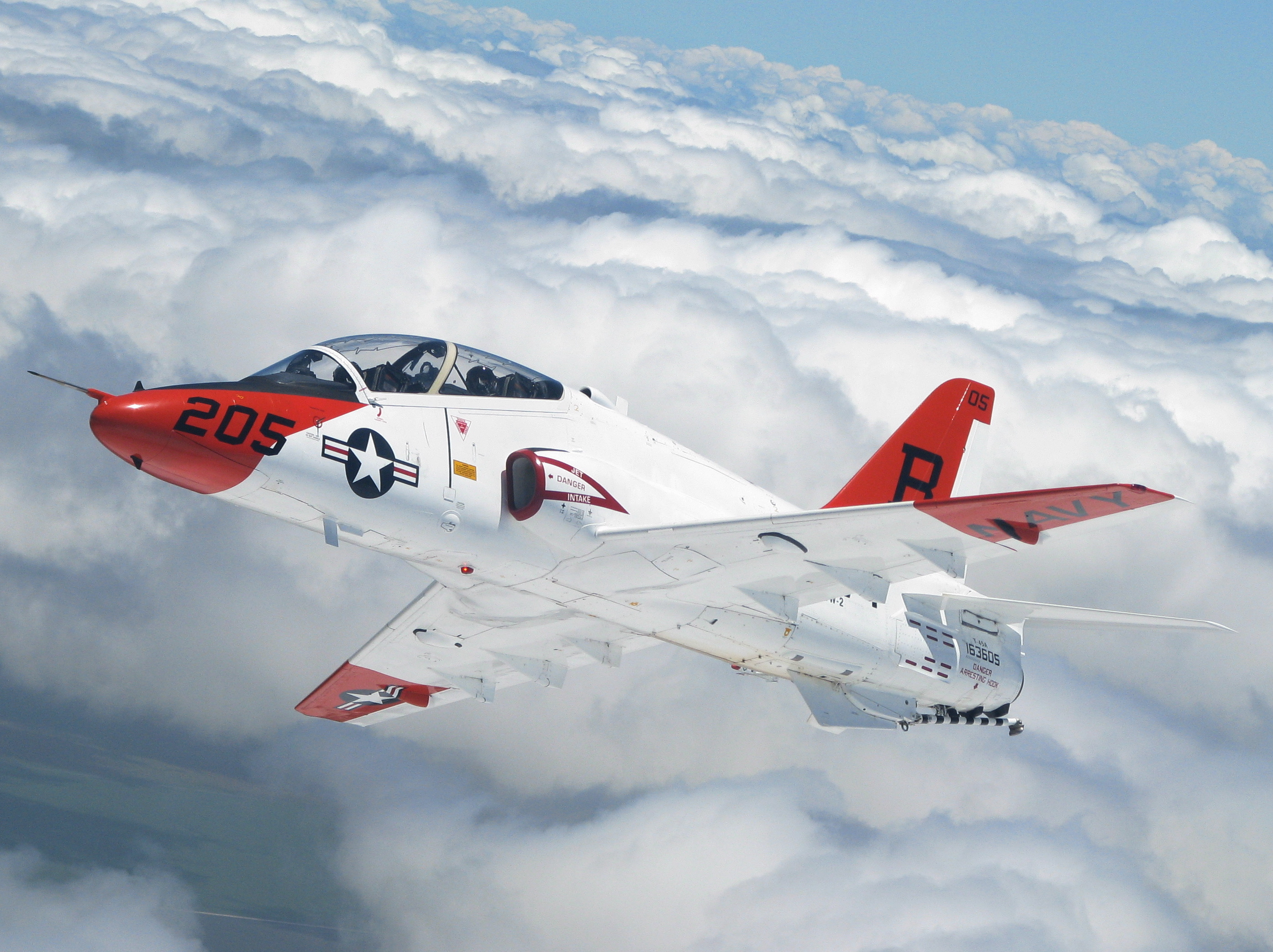
Самолёт Т-45А в полёте.

Брент Джетт родился 5 октября 1958 года в городе Понтиак, штат Мичиган, но своим родным считает город Лодэрдэйл, штат Флорида. В 1974 году окончил среднюю школу в городе Окленд-Парк, штат Флорида. В 1981 году получил степень бакалавра в области аэрокосмической техники в Академии ВВС США, в городе Колорадо-Спрингс, штат Колорадо. В 1989 году получил степень магистра в области авиационной техники в Аспирантуре ВМС США.
Женат на Джанет Лайт Лайон, она из города Патаксент-Ривер, штат Мэриленд. Он любит водные виды спорта и катание на лыжах, виндсёрфинг, гребля, бег, баскетбол, сквош. Его родители, проживают в Лодэрдэйл, Флорида. Её мать, Мэри Патрисия Лиона, проживает во Фредериксбурге, штат Виргиния. Её отец, Джеймс Ричард Лион, старший, умер.

## До НАСА
В марте 1983 года стал военно-морским лётчиком. Затем он был распределён на авиабазу «Окена», штат Виргиния, для первоначального обучения полётам на самолёте F-14 Tomcat. После завершения этой подготовки, был назначен в истребительную эскадрилью, которая базировалась на авианосце «Саратога», совершил походы по Средиземному морю и Индийскому океану. В июле 1986 года Джетт был направлен в Морскую лётную школу, в начале 1988 года защитил дипломную работу в городе Монтерее, штат Калифорния. В июне 1989 года начал обучение в Школе военно-морских лётчиков. После её окончания в июне 1990 года, стал лётчиком-испытателем, был направлен в Военно-морской испытательный центр «Аир», летал на моделях A/B/D F-14 Tomcat, Т-45А и А-7Е. В сентябре 1991 года Джетт вернулся в военно-морской флот, на тот же авианосец — «Саратогу» и летал на тех же F-14 Tomcat. Джетт находился в походе в Средиземном море, когда узнал о приглашении в НАСА. Имеет налёт более 2 500 часов на более чем 30 различных типах самолётов и более 450 посадок на палубу авианосца.

## Подготовка к космическим полётам
31 марта 1992 года был зачислен в отряд НАСА в составе четырнадцатого набора, кандидатом в астронавты. Стал проходить обучение по курсу Общекосмической подготовки (ОКП). По окончании курса, в июле 1993 года получил квалификацию «пилот шаттла» и назначение в Офис астронавтов НАСА.

## Полёты в космос
- Первый полёт — STS-72[3], шаттл «Индевор». C 11 по 20 января 1996 года в качестве «пилота корабля». Основной задачей миссии был захват на орбите и возвращение на Землю японского исследовательского спутника — англ.  ’’Space Flyer Unit (SFU)’’. Спутник SFU (вес: 3.577 кг) был запущен с японского космодрома Танэгасима, ракетой — H-II, 18 марта 1995 года. На третий день полёта «Индевора», спутник SFU был захвачен краном-роботом и помещен в грузовой отсек шаттла. Краном-роботом управлял японский астронавт Коити Ваката. Был развернут и выпущен в свободный полёт научно-исследовательский спутник — OAST-Flyer (Office of Aeronautics and Space Technology Flyer). Этот спутник находился в автономном полёте, примерно, 50 часов и удалялся от «Индевора» на расстояние до 72 км. Затем этот спутник был захвачен роботом-манипулятором и вновь помещён в грузовой отсек «Индевора». Проводились исследования озонового слоя атмосферы Земли. Проводились работы по точному измерению высоты полёта шаттла над поверхностью Земли. Проводились также медицинские и биологические исследования. Продолжительность полёта составила 8 суток 22 часа 2 минуты[4].

- Второй полёт — STS-81[5], шаттл «Атлантис». C 12 по 22 января 1997 года в качестве «пилота корабля». В программу полёта входили: пятая стыковка шаттла с российской орбитальной станцией «Мир», доставка и возвращение грузов, ротация экипажа стации, различные эксперименты[6]. Продолжительность полёта составила 10 суток 4 часа 56 минут[7].

- Третий полёт — STS-97[8], шаттл «Индевор». C 1 по 11 декабря 2000 года в качестве «командира корабля». Основной задачей являлась доставка на Международную космическую станцию (МКС) модуля P6 с двумя солнечными батареями суммарной мощностью до 64 кВт[9]. Совершил три выхода в открытый космос: 3 декабря 2000 года — 7 часов 33 минуты, обеспечение переноса и пристыковки секции P6. 5 декабря — 6 часов 37 минут, прокладка кабелей между P6 и Z1, перемещение антенной сборки SASA. 7 декабря — 5 часов 10 минут, подтягивание панелей СБ, установка приборов. Продолжительность полёта составила 10 суток 19 часов 58 минут[10].

- Четвёртый полёт — STS-115[11], шаттл «Атлантис». C 9 по 21 сентября 2006 года в качестве «командира корабля». Вторая после более чем трёхлетнего перерыва, вызванного катастрофой шаттла «Колумбия», миссия по дальнейшему строительству Международной космической станции. Главной целью полёта является доставка и установка продолжения левого сегмента ферменных конструкций МКС — ферм P3 и P4, пары солнечных батарей (2A и 4A) и обслуживающих их аккумуляторных батарей. Это значительно увеличило количество электроэнергии для проведения научных экспериментов на станции. Выполнил два выхода в открытый космос: 12 сентября 2006 года — продолжительностью 6 часов 26 минут, были установлены новые сегменты ферменной конструкции Р3/Р4, подсоединёны к сегменту Р1. После развёртывания новых солнечных батарей, общая мощность энергоснабжения станции возросла в два раза. 15 сентября — 6 часов 42 минуты, Таннер и Пайпер установили силовые и коммуникационные кабеля между сегментами Р1 и Р3/Р4, убрали транспортную обвязку с блока солнечных батарей. Астронавты работали очень быстро, так, что наземный Центр управления полётом позволил им выполнить некоторые задания предусмотренные для следующего выхода в открытый космос. Единственным инцидентом случившимся в ходе ВКД, стала потеря шайбы, крепёжного болта и пружины, упущенных Таннером и улетевших в открытый космос. В НАСА заявили, что из-за направления, в котором улетели упущенные предметы, время их существования на орбите будет невелико и они не будут представлять угрозы для МКС или других космических аппаратов. Продолжительность полёта составила 11 суток 19 часов 7 минут[12].

Общая продолжительность полётов в космос — 41 день 18 часов 2 минуты.

## После полётов
В июле 2007 года ушёл из отряда астронавтов и уволился из НАСА. В ноябре 2007 года он вернулся в НАСА на должность руководителя Директората лётных экипажей в Центр космических исследований имени Джонсона, в Хьюстоне, штат Техас, получил статус астронавта-менеджера. В его обязанности входило регулирование повседневной деятельности Директората, в том числе Офиса астронавтов и отдела полётных операций на аэродроме «Эллингтонфилд» в Хьюстоне. В июне 2008 года был вновь переведен в категорию активных астронавтов, но затем вернулся в категорию астронавтов-менеджеров. В феврале 2011 года приступил к исполнению обязанностей заместителя директора Отдела НАСА по планированию программы создания частных пилотируемых кораблей.

## Награды и премии
Награждён: Медаль «За космический полёт» (1996, 1997, 2000 и 2006), Крест лётных заслуг (США), Медаль «За похвальную службу» (США), Медаль «За отличную службу» (США), Медаль «За исключительные заслуги» и многие другие.